# Genadz Šutaŭ
Genadz Valer'evič Šutaŭ (in bielorusso Генадзь Валер’евіч Шутаў?, in russo Геннадий Валер’евич Шутов?; 25 novembre 1975 – Minsk, 19 agosto 2020) era uno dei partecipanti a una manifestazione di protesta contro il risultato delle elezioni presidenziali in Bielorussia del 2020.
L'11 agosto 2020, in via Moskovskaja, a Brėst, la Polizia gli ha sparato un colpo di arma da fuoco. È morto il 19 agosto 2020 all'ospedale di Minsk ed è stato sepolto a Žabinka, una cittadina vicino a Brėst.

## La morte
Secondo la Milicija (la polizia bielorussa), la sera dell'11 agosto 2020 a Brėst Genadz Šutaŭ ha attaccato degli agenti di polizia insieme a un altro uomo. L'aggressione sarebbe avvenuta con un tubo di metallo e i due avrebbero provato a disarmare gli agenti. Uno dei poliziotti, temendo per la propria vita, avrebbe sparato all'aggressore alla spalla, ma a causa delle sue resistenze lo avrebbe "accidentalmente ferito alla testa". L'uomo, ferito, è stato portato in ospedale. Il 13 agosto è stato portato all'ospedale del ministero della Difesa in condizioni gravi. Lì è morto il 19 agosto alle 10.20 locali. Gli inquirenti hanno promesso che gli aggressori, così come l'uso delle armi da parte degli agenti, sarebbero stati "giudicati dalla legge".
La figlia di Šutaŭ, Anastasija, ai media ha raccontato una versione differente. "Mi disse che stava tornando a casa. Da quel momento è sparito e lo abbiamo cercato per due giorni, senza esito. Il suo telefono era irraggiungibile [...]. A mio padre hanno sparato alle spalle da breve distanza. Ha subito gravi danni al cervello, ha sanguinato molto e aveva alcune ossa rotte".
Una donna che viveva nei pressi del luogo dell'omicidio ha detto di aver udito tre spari e di essere uscita sul balcone, dove ha visto un uomo a terra in una pozza di sangue e un altro uomo, in abiti civili, che si allontanava. "Si è avvicinato per colpirlo con un calcio, ma quando ha visto il sangue è andato nel panico e ha chiamato i colleghi. Uno di loro ha provato a tamponargli la testa e il collo, forse per farlo smettere di sanguinare. Quest'uomo ha poi chiamato un'ambulanza. Era molto teso, nervoso. Alcune persone provavano ad avvicinarlo ma lui le cacciava e le insultava. Poi sono arrivate altre persone, penso suoi colleghi perché li ha fatti avvicinare. Poi hanno chiamato di nuovo un'ambulanza. Alla fine, quell'uomo ha detto che era stato aggredito e che si era difeso. A questo punto le persone l'hanno fotografato e lui ha provato a coprirsi il volto con la maglietta, poi ha estratto la pistola e l'ha puntata contro le persone, cacciandole. Gli altri hanno reagito in modo aggressivo. Ed è comprensibile". Il testimone ha notato anche il colpo è stato sparato alla nuca, perché la vittima era stesa con la faccia a terra.
Il certificato di morte di Šutaŭ dice che il decesso è stato causato da un edema cerebrale traumatico. Alla colonna "morte per cause esterne" è scritto: "Il ferimento è il risultato di un colpo di pistola le cui intenzioni sono incerte". Il 21 settembre MediaZona ha pubblicato un video girato da una telecamera all'ingresso dell'edificio 334 di via Moskovskaja a Brėst, vicino a dove l'uomo in abiti civili aveva sparato a Šutaŭ. Queste immagini confermano che la versione ufficiale del Comitato Investigativo, secondo la quale Šutaŭ e il suo amico avrebbero aggredito e provato a disarmare la polizia, è falsa. In mano a Šutaŭ e all'altro ragazzo presente Kardzjukoŭ non c'era alcun tubo di metallo, e non è stato sparato alcun colpo di avvertimento in aria. Non hanno attaccato i poliziotti ma si sono solo avvicinati.
Il 6 ottobre, durante un incontro con gli studenti dell'istituto tecnico dell'università di Brėst, il pubblico ministero della regione di Brėst Viktor Klimov si è rifiutato di rendere noti i risultati dell'indagine, citando il segreto istruttorio. Come ha scritto il giornale Brestskaja gazeta, l'unico testimone dell'omidicio di Šutaŭ è detenuto in carcere dal 13 agosto.
Nel novembre del 2020, i parenti di Šutaŭ hanno ricevuto l'esito delle indagini dal Comitato Investigativo della Bielorussia, secondo il quale non c'erano "i presupposti" per formalizzare un'accusa di omicidio.
Al 28 dicembre 2020 non è ancora stato aperto alcun fascicolo sull'omicidio di Šutaŭ, mentre il comitato investigativo non ha ancora chiuso il caso per quanto riguarda la resistenza a pubblico ufficiale da parte di Šutaŭ. Nel frattempo Aljaksandr Kardzjukoŭ, il testimone dell'omicidio che è stato arrestato e inizialmente accusato di resistenza a pubblico ufficiale è stato accusato di tentato omicidio.

## Il funerale
Il 20 agosto 2020 la figlia dell'uomo ha reso noto che il corpo non era ancora stato restituito ai parenti e che quindi, la data del funerale non era ancora stata stabilita. Su richiesta dei parenti di Šutaŭ, il corpo è stato sepolto a Žabinka perché sua madre viveva lì. È stato sepolto il 24 agosto.

## Reazioni

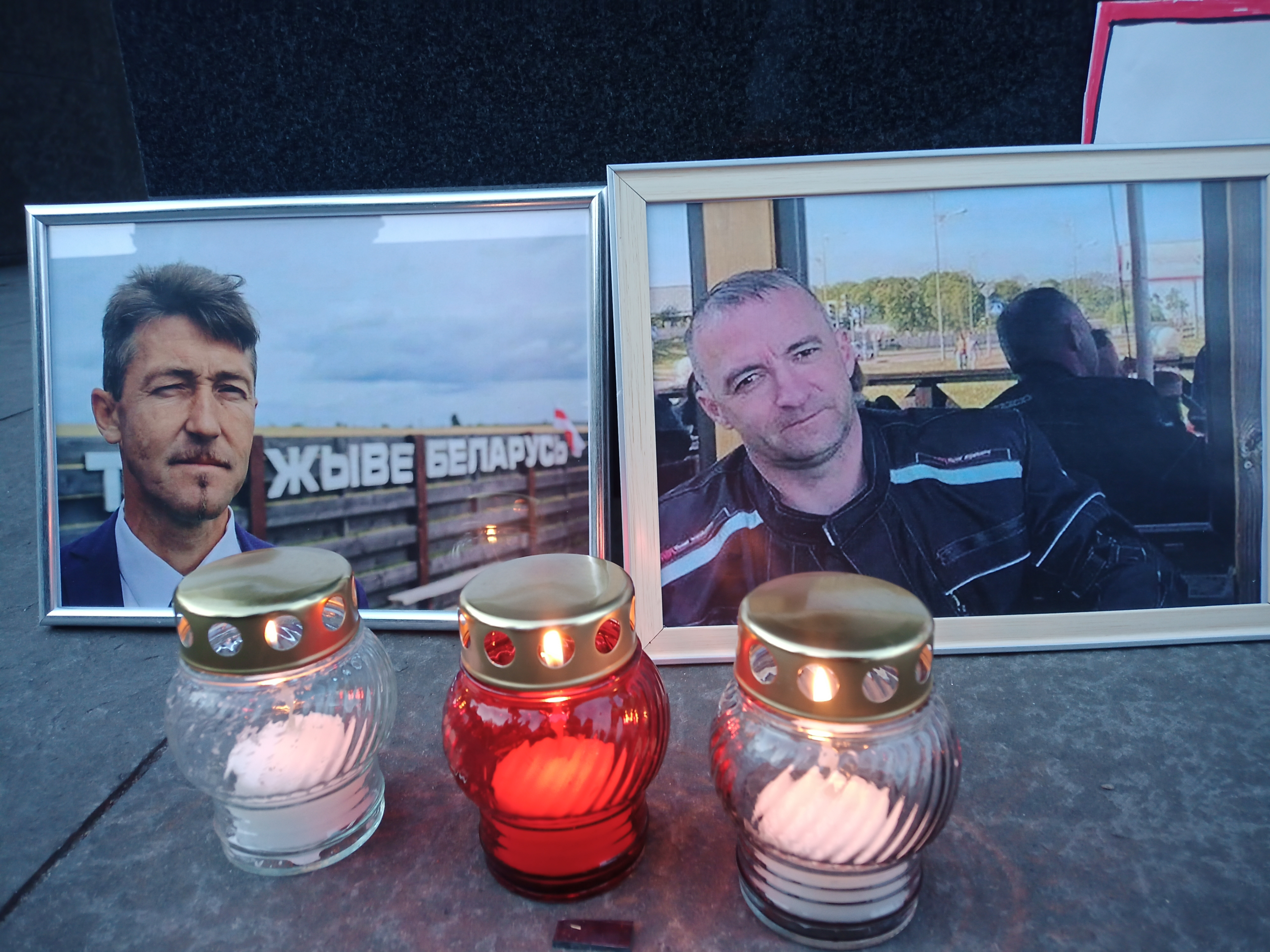
Bydgoszcz (Polonia), 3 ottobre 2021. Campagna di solidarietà con la Bielorussia: Vitolʹd Ašurak (a sinistra), Genadz Šutaŭ (a destra)

Il 19 novembre 2020 alcuni cittadini di Brėst hanno registrato un video messaggio per parlare dell'escalation di violenza che stava scuotendo la Bielorussia. Tra le altre cose, nel messaggio si invocava l'intervento delle autorità affinché si indagasse sull'omicidio di Šutaŭ così che i responsabili potessero essere puniti in ossequio alla legge. Il 26 novembre 2020 il Parlamento europeo, in una risoluzione approvata dalla maggioranza assoluta, ha chiesto una indagine "pronta, rigorosa, imparziale e indipendente" sulle uccisioni avvenute durante le proteste in Bielorussia, compresa quella di Šutaŭ.